# 斯坦利·J·科尔斯梅尔
斯坦利·J·科尔斯梅尔（1950年6月8日—2005年3月31日）是一位美国癌症生物学家，知名于对B细胞淋巴瘤和细胞凋亡的研究，1996年当选美国国家科学院院士，2000年获路易莎·格罗斯·霍维茨奖，2002年获第一届威利生物医学科学奖，2005年因肺癌去世。